# FK Željezničar Sarajevo
A Fudbalski Klub Željezničar egy boszniai profi labdarúgóklub Szarajevóban. 1921-ben alapították és a neve (Željezničar) vasutast jelent, utalva arra, hogy a csapatot vasúti dolgozó alapították.
A Željezničar Bosznia-Hercegovina egyik legsikeresebb és legprominensebb csapata. Háromszoros bosnyák bajnok, egyszeres jugoszláv bajnok. Legnagyobb nemzetközi sikerét az UEFA-kupa 1984-1985-ös kiírásában érte el, ahol az elődöntőig jutott. Ott a magyar Videoton Székesfehérvár csapata összesítésben 4-3 végeredménnyel ütötte ki.

## Történelem
Az együttest egy csapat vasutas alapította 1921. szeptember 15-én. Abban az időben több csapat is volt Szarajevóban. Ezeket mind valamilyen szervezet támogatta és anyagilag jól álltak. Legtöbbjükben a különböző etnikai csoportok tömörültek (bosnyákok, boszniai szerbek, boszniai horvátok, boszniai zsidók). De a Željezničar átlagos emberekből állt, akiket csak a foci érdekelt. Miután eléggé szegény csapat volt, táncestéket rendeztek és az összes bevételt később cipőre és labdára költötték.
1941-ben, a II. világháború elérte Szarajevót is, és minden labdarúgó aktivitás leállt. Sok labdarúgó tagja lett az ellenállásnak, és páran el is estek a háborúban. A háború befejezte után, a Željo ismét elkezdte pályafutását, és 1946-ban megnyerte a boszniai bajnokságot. Ez bebiztosította szereplésüket a többi jugoszláv köztársaság bajnokai ellen. Nemsokára a kommunista kormány új csapatot alapított (mostani nevén FK Sarajevo) és elrendelte, hogy a Željezničar legjobb játékosai játszanak benne. Ez nagy érvágás volt a Željonak, és pár évbe tellett míg ismét az első osztályba szerepelhettek. Ettől függetlenül a csapat legtöbb idejét az első osztályban töltötte. Négyszer esett ki az első osztályból (legutóbb az 1976/77-es idényben), de minden alkalommal (kivéve az 1947-es kiesést) gyorsan visszatért az élvonalba.
A legnagyobb sikert a csapat az 1971/1972-es idényben érte el, amikor is megnyerte a jugoszláv bajnokságot, az egyetlen bajnoki címét a jugoszláv érában. 1980/1981-ben, a Željezničar eljutott a jugoszláv liga kupa döntőjéig, de ott veszített egy szintén boszniai csapat ellen (Velež Mostar). A klub legnagyobb nemzetközi sikerét az 1984/1985-es idényben érte el, amikor a csapat az UEFA-kupa elődöntőéig menetelt. Ott a magyar Videoton Székesfehérvár csapatával találkozott. A székesfehérvári 3-1-es magyar siker után a visszavágón 2-1-re győzött a bosnyák csapat, így összesítésben 4-3-ra elbukta az elődöntőt. A döntőben a Videoton a Real Madriddal találkozott.
Jugoszlávia összeomlását ismét egy háború követte. A Grbavicái stadiont elfoglalták, és a labdarúgás megint megállt. Az olyan játékosok mint: Mario Stanić, Rade Bogdanović, Gordan Vidović, Suad Katana és sok más külföldre menekültek és ott folytatták pályafutásukat, így elmenekülve a háború borzalmai elől. Valahogyan, a klubnak ismét sikerült talpra állnia. Eleinte, fiatal játékosokat edzettek iskolák sportcsarnokaikban. A stadion romjaiban hevert, mégis indultak a boszniai "háborús" ligában 1994-ben. A negyedik helyezés nem is volt annyira fontos, mint a részvételük.
A háború 1995-ben befejeződött, és megalakult boszniai bajnokság. Azóta a csapatnak háromszor sikerült megszereznie a bajnoki címet.
Az utolsó két idényt még a szurkolók a legszívesebben elfelejtenék. A csapat folyamatos anyagi gondokkal küszködik, melynek hátterében tulajdonosváltási ügyek és a stadion tulajdonjogának eladása van. De ezek mellett is sikerült a Željezničarnak az élvonalban maradnia.

## Sikerei
Jugoszlávia
- Jugoszláv labdarúgó-bajnokság (Prva Liga)
  - Bajnok (1 alkalommal): 1972
  - Ezüstérmes (1 alkalommal): 1971
  - Bronzérmes (2 alkalommal): 1963, 1984

- Jugoszláv kupa (Kup Maršala Tita)
  - Ezüstérmes (1 alkalommal): 1981

- UEFA-kupa
  - Elődöntős (1 alkalommal): 1985

 Bosznia-Hercegovina
- Bosznia-hercegovinai labdarúgó-bajnokság (Premjer Liga)

- - Bajnok (6 alkalommal): 1998, 2001, 2002, 2010, 2012, 2013
  - Ezüstérmes (6 alkalommal): 2003, 2004, 2005, 2015, 2017, 2018

- Bosznia-hercegovinai kupa (Kup Bosne i Hercegovine)

- - Győztes (6 alkalommal): 2000, 2001, 2003, 2011, 2012, 2018
  - Ezüstérmes (3 alkalommal): 2002, 2010, 2013

- Bosznia-hercegovinai szuperkupa (Super kup NS Bosne i Hercegovine)
  - Győztes (3 alkalommal): 1998, 2000, 2001

## Híres játékosok
| - Dimitrije Dimitrijević - Joško Domorocki - Milan Rajlić - Ilijas Pašić - Vasilije Radović - Mišo Smajlović - Ivica Osim - Josip Zemko - Blagoje Bratić - Josip Bukal - Enver Hadžiabdić - Josip Katalinski - Velija Bećirspahić - Hajrudin Saračević | - Edin Sprečo - Tarik Hodžić - Božo Janković - Fikret Mujkić - Nenad Starovlah - Edin Bahtić - Mehmed Baždarević - Vlado Čapljić - Haris Škoro - Refik Šabanadžović - Radmilo Mihajlović - Mirsad Baljić - Nikola Nikić - Edin Ćurić | - Suad Katana - Mario Stanić - Gordan Vidović - Rade Bogdanović - Sead Kapetanović - Elvir Baljić - Dželaludin Muharemović - Bulend Biščević - Hadis Zubanović - Mirsad Bešlija - Kenan Hasagić - Edin Džeko |

## Edzők
| - Adolf Šmit - Josip Šebalj - Milovan Adamović - Vilim Novak - Petar Bugarinović - Dušan Marković - Zdravko Pavlić - Milan Rajlić - Ivica Medarić - Mensur Bajrami - František Bičiště - Josip Bulat - Stevo Maslovarić - Aleksandar Petrović - Slavko Zagorac - Branislav Hrniček - Prvoslav Dragičević - Miloš Pajević | - Branko Šalipur - Miroslav Brozović - László Fenyvesi - Dimitrije Tadić - Branko Stanković - Joško Domorocki - Vlatko Konjevod - Munib Saračević - Josip Babić - Marcel Žigante - Milan Ribar - Vasilije Radović - Sulejman Rebac - Ivica Osim - Boris Bračulj - Mile Prnjatović - Blagoje Bratić - Josip Bukal | - Mišo Smajlović - Nedeljko Gugolj - Tarik Hodžić - Hajrudin Đurbuzović - Enver Hadžiabdić - Nedžad Verlašević - Amar Osim - Milomir Odović - Jiří Plíšek - Ismet Štilić - Ivo Ištuk - Ratko Ninković - Almir Memić - Nenad Starovlah - Dželaludin Muharemović - Simo Krunić |

## Klub elnökök
| - Hinko Tegzeš - Ljubo Gospodnetić - Tadija Živković - Drago Matulić - Dušan Savić - Pavle Bašić - Ljubiša Veselinović - Vidak Bulajić - Halid Topić - Josip Vranešić - Gojko Pobrić | - Miladin Draškić - Radoslav Škobić - Božidar Čalović - Omer Topuzović - Nusret Mahić - Hamdija Omanović - Anto Sučić - Nedjeljko Stipić - Subhija Karamehić - Božo Bevanda - Hajrudin Čengić | - Esad Ibrahimović - Nedžad Branković - Kemal Kozarić - Redžad Ćatić - Sabahudin Žujo - Faruk Telibećirović - Narcis Džumhur - Samir Landžo - Mladen Grubešić |

## Klubrekordok
- Legnagyobb liga győzelem: Željezničar - Barkohba 18:0 (1925. március 23. , Szarajevói második divízió)
- Legnagyobb liga vereség: 1:9 több alkalommal
- Legnagyobb jugoszláviai első osztályos győzelme: Željezničar - Maribor 8:0 (1971. augusztus 29.)
- Legnagyobb jugoszláviai első osztályos veresége: Dinamo Zagreb - Željezničar 9:1 (1946. szeptember 29.)
- Legnagyobb boszniai első osztályos győzelme: Željezničar - Krajina Cazin 8:0 (2001. március 31.)
- Legnagyobb boszniai veresége: Zmaj od Bosne - Željezničar 9:1 (1995. november 4.)
- Legtöbb hivatalos mérkőzés: Blagoje Bratić (343)
- Legtöbb bajnoki mérkőzés: Hajrudin Saračević (313)
- Legtöbb gól: Josip Bukal, Dželaludin Muharemović (127)
- Legtöbb bajnoki gól: Dželaludin Muharemović (112)
- Legtöbb bajnoki találat egy évadban: 113 (2000/2001)
- Legtöbb bajnoki találat egy évadban: 31 (Dželaludin Muharemović 2000/2001 szezon)